# Bischofszell
Bischofszell est une commune suisse du canton de Thurgovie, située dans le district de Weinfelden.
Elle est l'ancien chef-lieu du district de Bischofszell, un district qui a été remplacé depuis le 1er janvier 2011.

## Histoire

Photo aérienne (1958).

## Culture et patrimoine

### Héraldique
| Blason | Blasonnement : De gueules au senestrochère d'or tenant une crosse épiscopale portée en pal. |

### Personnalités liées à la commune
- Fridolin Sicher (1490–1546), organiste et compositeur, né à Bischofszell ;
- Theodor Bibliander (1504–1564), théologien réformé, bibliste, philologue, humaniste et orientaliste, né à Bischofszell ;
- Édouard de Muralt (1808–1895), professeur de théologie, libraire et paléographe, né à Bischofszell.